# Chantal Cauquil
Chantal Cauquil (Montauban, 3 luglio 1949) è una politica francese.

## Biografia
Esponente di Lutte Ouvrière. È stata europarlamentare dal 1999 al 2004, eletta in Francia con la lista formata da Lutte Ouvriere e Ligue communiste révolutionnaire.